# El Marsa
El Marsa (em árabe: المرسى) (anteriormente Jean Bart, durante a colonização francesa), é uma cidade localizada na província de Argel, no norte da Argélia. Sua população era de 12 100 habitantes, em 2008.